# 島岡桂
島岡 桂（しまおか けい、出生名「筆谷 桂（ふでや けい）」1978年（昭和53年）2月26日 - ）は、日本の栃木県芳賀郡益子町の益子焼の陶芸家である。
益子焼を代表する作家の一人であり人間国宝であった島岡達三の孫であり、養子縁組を経て「島岡窯」の継承者となり、「島岡製陶所」2代目当主である。

## 来歴

### 優しいお祖父ちゃん
1978年（昭和53年）2月26日、日本画家である筆谷等と、島岡達三の長女でガラス工芸家である筆谷淑子の次男として益子町に生まれる。
田んぼに飛び込み大声を上げて外を駆け回る、やんちゃな子どもだった。
おじいちゃん子であったため、幼少の頃、幼稚園への登園拒否をしていた時期に、毎日、母方の実家である「島岡窯」にお弁当を持って遊びに行っていた。祖父・達三は遊びにやってくる桂を山道に迎えに来てくれており、祖父の家に入り浸り、祖父が轆轤を挽く背中を見ながらお弁当を食べたり、通知票を見てもらったりする、達三は幼い桂の心の拠り所となる「優しいお祖父ちゃん」だった。
そして幼い頃から粘土遊びをするように土に触れながら育ち、祖父・達三から「陶芸は楽しいものだよ」と教わった。益子で育ったからには陶芸家になりたいと考えたのは自然の事だったと思っていた。
また祖父・達三の家には陶芸を学びに来ていた外国の人たちが住み込みで暮らしており、とても賑やかだった。益子の昔気質の職人たちに囲まれて暮らしていたため、外国からの弟子たちも皆、益子弁で喋っていて面白かった。クリスマスにはパーティーを開いて、国際色豊かな島岡さん家だった。
この幼い頃の体験が、桂に「陶芸は楽しい」というイメージを植え付けた。

### 厳しい師・島岡達三
1996年（平成8年）、宇都宮短期大学付属高等学校調理科を卒業した。そしてこの頃に自分の祖父が、陶芸の世界で名の知られた「島岡達三」である、という事を知った。そして若い頃に憧れたのは祖父の師であった濱田庄司であり、そのライフスタイルや人間性に惹かれていった。
同年、「栃木県窯業指導所」（現・「栃木県産業技術センター 窯業技術支援センター」）に入所し、翌1997年（平成9年）に伝習生を卒業。そして祖父・島岡達三の弟子となった。
祖父・達三の弟子となってからは「優しいお祖父ちゃん」は一転して「厳格な師匠」となった。亡くなるまで先生としか呼ぶことが出来なかった。何事も出来て当たり前となり、褒められる事は無かった。「騙された！！」と、その当時は思っていた。
技術は島岡製陶所にいた2人の職人に学び、兄弟子たちに混じり修行していった。
師匠・島岡達三は、いつもジーンズを履いて下駄履きでどてらを羽織り、「アジャスト」だの「ディザイン（デザイン）」だのと英語混じりで話す変わった人というイメージが付いた。
そして師匠・達三からは具体的な言葉で作陶を学んだことはなく、どんな事を考えて土に向かっていたのか、分からないと言う。そして日々、精力的に作陶の仕事に励む背中から学んだことは「陶芸家としての在り方」と「創作に対する姿勢」だったという。
そして師匠・達三からは「早く自分の仕事を見付けなさい」と言われ続けた。それは達三が師・濱田庄司から教わったことだった。
6年間の修行期間を経た後に、2003年（平成15年）から「島岡製陶所」に入り釉薬の責任者として従事しながら、自身の制陶活動も行うようになる。同年4月には「卒業展」となる初個展を東京・銀座の「銀座たくみ」で開いた。
同年、後継者がいなかった島岡製陶所を存続させるために、島岡達三との養子縁組の話が持ち上がり、2年間悩んだ末に島岡家に入る事を決意。2005年（平成17年）、島岡達三の養子となる。　
こうして「島岡製陶所の主の後継者」として、師であり「父親」となった達三からまだまだこれからも薫陶を受ける。その矢先の事であった。

### 島岡達三の逝去と「島岡製陶所」の継承
2007年（平成19年）、達三は自身の個展のための窯焚きを始めた11月13日の朝に倒れてしまいそのまま入院してしまう。そして窯焚きを引き継いだ桂は、病床の師・達三から「焼き過ぎるな」というメモを授かった。個展の段取りなどを細かく指示を出していた達三だったが、自身の個展に初めて足を運ぶ事が出来なかった。そして個展最終日となった12月11日、「個展は盛会に終わりました」との報告を受けて安心したのか、達三は力尽きるように容態が急変した。
2007年（平成19年）12月11日。祖父であり師であり「父親」であった島岡達三が逝去した。
同年、島岡達三の死去に伴い「島岡製陶所」を継承し、島岡桂は島岡製陶所2代目当主となった。

### 自分の「縄文象嵌」を
西日本の陶芸家には技法技術の継承や、名前の襲名制もある。しかし今の益子にはそういう風習は無い。桂は「島岡製陶所」の2代目となったが、当主としてどうするべきか、というマニュアルなんてものは無い。
「「島岡達三」の名は、偉大過ぎて意識するレベルではなく、自然体で自分の仕事に取り組んでいくだけです」と、師・達三が生前言い続けた「自分の仕事をしなさい」の言葉を指針にして、受け継いだ技法を基に新しい手法も取り入れて様々な組み合わせを用いて「自分の縄文象嵌」を模索しながら、伸び伸びと楽しみながら作陶を続けている。

## 家族
祖父は益子焼を代表する作家であり「人間国宝」であった島岡達三。

父親は、日本美術院同人であった筆谷等観の孫であり、日本画家であり版画も手掛けていた筆谷等。

母親は島岡達三の長女でありガラス工芸作家、そして「島岡製陶所」会社役員でもある筆谷淑子。

実兄にガラス工芸作家であり近年では陶芸も手掛けている筆谷響。

また曽祖父に北海道初の日本画家であった筆谷等観がいる。